# Férfi kettesbob az 1992. évi téli olimpiai játékokon
Az 1992. évi téli olimpiai játékokon a bob férfi kettes versenyszámát február 15-én és 16-án rendezték La Plagne-ban. Az aranyérmet a svájci Gustav Weder–Donat Acklin-páros nyerte meg. Magyar páros nem vett részt a versenyen.

## Eredmények
A verseny négy futamból állt. A négy futam időeredményének összessége határozta meg a végső sorrendet. Az időeredmények másodpercben értendők. A futamok legjobb időeredményei vastagbetűvel olvashatóak.
| Helyezés | Csapat                                                              | 1.      | 2.      | 3.      | 4.      | Össz.   |
| -------- | ------------------------------------------------------------------- | ------- | ------- | ------- | ------- | ------- |
| Arany    | Svájc (SUI)-1 · Gustav Weder · Donat Acklin                         | 1:00,49 | 1:00,97 | 1:00,84 | 1:00,96 | 4:03,26 |
| Ezüst    | Németország (GER)-1 · Rudi Lochner · Markus Zimmermann              | 1:00,69 | 1:01,00 | 1:00,90 | 1:00,96 | 4:03,55 |
| Bronz    | Németország (GER)-2 · Christoph Langen · Günther Eger               | 1:00,33 | 1:01,06 | 1:01,14 | 1:01,10 | 4:03,63 |
| 4.       | Ausztria (AUT)-2 · Ingo Appelt · Thomas Schroll                     | 1:00,46 | 1:00,87 | 1:01,09 | 1:01,25 | 4:03,67 |
| 5.       | Olaszország (ITA)-1 · Günther Huber · Stefano Ticci                 | 1:00,36 | 1:00,87 | 1:01,08 | 1:01,41 | 4:03,72 |
| 6.       | Nagy-Britannia (GBR)-1 · Mark Tout · Lenny Paul                     | 1:00,10 | 1:01,10 | 1:01,44 | 1:01,23 | 4:03,87 |
| 7.       | Egyesült Államok (USA)-1 · Brian Shimer · Herschel Walker           | 1:00,34 | 1:01,27 | 1:01,22 | 1:01,12 | 4:03,95 |
| 8.       | Ausztria (AUT)-1 · Gerhard Rainer · Thomas Bachler                  | 1:00,33 | 1:01,20 | 1:01,18 | 1:01,29 | 4:04,00 |
| 9.       | Kanada (CAN)-2 · Dennis Marineau · Chris Farstad                    | 1:00,19 | 1:01,36 | 1:01,18 | 1:01,35 | 4:04,08 |
| 10.      | Svájc (SUI)-2 · Christian Meili · Christian Reich                   | 1:00,23 | 1:01,31 | 1:01,44 | 1:01,38 | 4:04,36 |
| 11.      | Kanada (CAN)-1 · Greg Haydenluck · Dave MacEachern                  | 1:00,69 | 1:01,09 | 1:01,57 | 1:01,49 | 4:04,84 |
| 12.      | Olaszország (ITA)-2 · Pasquale Gesuito · Antonio Tartaglia          | 1:01,02 | 1:01,07 | 1:01,52 | 1:01,33 | 4:04,94 |
| 13.      | Nagy-Britannia (GBR)-2 · Nick Phipps · George Farrell               | 1:00,49 | 1:01,43 | 1:01,69 | 1:01,78 | 4:05,39 |
| 14.      | Franciaország (FRA)-1 · Christophe Flacher · Claude Dasse           | 1:01,13 | 1:01,52 | 1:01,47 | 1:01,44 | 4:05,56 |
| 15.      | Lettország (LAT)-2 · Sandis Prūsis · Adris Plūksna                  | 1:00,92 | 1:01,40 | 1:01,56 | 1:01,74 | 4:05,62 |
| 16.      | Lettország (LAT)-1 · Zintis Ekmanis · Aldis Intlers                 | 1:00,94 | 1:01,57 | 1:01,88 | 1:01,94 | 4:06,33 |
| 17.      | Franciaország (FRA)-2 · Gabriel Fourmique · Philippe Tanchon        | 1:01,19 | 1:01,72 | 1:01,77 | 1:01,70 | 4:06,38 |
| 18.      | Románia (ROU)-1 · Nagy Lakatos Csaba · Laurenţiu Budur              | 1:01,34 | 1:01,58 | 1:02,06 | 1:01,70 | 4:06,68 |
| 19.      | Japán (JPN)-2 · Vakita Tosio · Jamazaki Rjódzsi                     | 1:01,22 | 1:01,65 | 1:02,03 | 1:01,96 | 4:06,86 |
| 20.      | Egyesített Csapat (EUN)-1 · Vlagyimir Jefimov · Alekszej Golovin    | 1:01,17 | 1:01,85 | 1:02,03 | 1:02,25 | 4:07,30 |
| 21.      | Japán (JPN)-1 · Takevaki Naomi · Cusima Fuminori                    | 1:01,74 | 1:01,99 | 1:01,77 | 1:01,95 | 4:07,45 |
| 22.      | Románia (ROU)-2 · Paul Neagu · Costel Petrariu                      | 1:01,44 | 1:01,81 | 1:02,19 | 1:02,40 | 4:07,84 |
| 23.      | Monaco (MON)-1 · Gilbert Bessi · Michel Vatrican                    | 1:01,55 | 1:02,09 | 1:02,08 | 1:02,41 | 4:08,13 |
| 24.      | Egyesült Államok (USA)-2 · Brian Richardson · Greg Harrell          | 1:01,56 | 1:02,15 | 1:02,26 | 1:02,20 | 4:08,17 |
| 25.      | Csehszlovákia (TCH)-1 · Jiří Dzmura · Roman Hrabaň                  | 1:01,37 | 1:02,33 | 1:02,25 | 1:02,36 | 4:08,31 |
| 26.      | Egyesített Csapat (EUN)-2 · Oleg Szuhorucsenko · Andrej Gorohov     | 1:01,77 | 1:02,06 | 1:02,19 | 1:02,31 | 4:08,33 |
| 27.      | Norvégia (NOR) · Erik Gogstad · Atle Norstad                        | 1:01,64 | 1:02,24 | 1:02,24 | 1:02,36 | 4:08,48 |
| 28.      | Bulgária (BUL)-1 · Cvetozar Viktorov · Valentin Atanaszov           | 1:02,35 | 1:02,11 | 1:02,20 | 1:02,11 | 4:08,77 |
| 29.      | Jugoszlávia (YUG)-1 · Borislav Vujadinović · Miro Pandurević        | 1:02,22 | 1:02,43 | 1:02,73 | 1:02,73 | 4:10,11 |
| 30.      | Ausztrália (AUS) · Glenn Turner · Paul Narracott                    | 1:02,17 | 1:02,61 | 1:02,81 | 1:02,66 | 4:10,25 |
| 31.      | Csehszlovákia (TCH)-2 · Petr Ramseidl · Zdeněk Kohout               | 1:02,46 | 1:02,48 | 1:03,10 | 1:02,80 | 4:10,84 |
| 32.      | Írország (IRL)-1 · Pat McDonagh · Terry McHugh                      | 1:02,39 | 1:03,03 | 1:02,44 | 1:03,07 | 4:10,93 |
| 33.      | Tajvan (TPE) · Chen Chin-San · Chang Min-Jung                       | 1:02,27 | 1:02,83 | 1:02,91 | 1:02,96 | 4:10,97 |
| 34.      | Jugoszlávia (YUG)-2 · Dragiša Jovanović · Ognjen Sokolović          | 1:02,67 | 1:02,97 | 1:02,94 | 1:02,81 | 4:11,39 |
| 35.      | Jamaica (JAM)-2 · Devon Harris · Ricky McIntosh                     | 1:02,57 | 1:02,88 | 1:03,13 | 1:03,10 | 4:11,68 |
| 36.      | Jamaica (JAM)-1 · Dudley Stokes · Chris Stokes                      | 1:02,93 | 1:03,30 | 1:03,38 | 1:03,15 | 4:12,76 |
| 37.      | Holland Antillák (AHO) · Bart Carpentier Alting · Dudley den Dulk   | 1:02,97 | 1:03,26 | 1:03,40 | 1:03,46 | 4:13,09 |
| 38.      | Írország (IRL)-2 · Gerry Macken · Malachy Sheridan                  | 1:03,19 | 1:03,42 | 1:03,45 | 1:03,42 | 4:13,48 |
| 39.      | Bulgária (BUL)-2 · Nikolaj Dimitrov · Dimitar Dimitrov              | 1:02,89 | 1:03,59 | 1:03,71 | 1:03,43 | 4:13,62 |
| 40.      | Puerto Rico (PUR)-1 · Liston Bochette · Douglas Rosado              | 1:03,09 | 1:03,64 | 1:03,86 | 1:03,48 | 4:14,07 |
| 41.      | Mexikó (MEX)-1 · Roberto Tamés · Miquel Elizondo                    | 1:03,46 | 1:03,88 | 1:03,42 | 1:03,46 | 4:14,22 |
| 42.      | Mexikó (MEX)-2 · Jorge Tamés · Carlos Casar                         | 1:03,42 | 1:03,77 | 1:03,66 | 1:03,78 | 4:14,63 |
| 43.      | Monaco (MON)-2 · Albert Grimaldi · Pascal Camia                     | 1:03,57 | 1:03,88 | 1:03,93 | 1:04,04 | 4:15,42 |
| 44.      | Amerikai Virgin-szigetek (ISV)-1 · Sven Petersen · Bill Neill       | 1:03,95 | 1:04,21 | 1:04,32 | 1:04,12 | 4:16,60 |
| 45.      | Amerikai Virgin-szigetek (ISV)-2 · Daniel Burgner · David Entwistle | 1:04,21 | 1:04,10 | 1:04,12 | 1:04,29 | 4:16,72 |
| 46.      | Puerto Rico (PUR)-2 · John Amabile · Jorge Bonnet                   | 1:03,51 | 1:29,57 | 1:04,51 | 1:04,02 | 4:41,61 |